# Куга
Куга, позната и као пестис или „црна смрт“, заразна је болест коју изазива бактерија Yersinia pestis. Симптоми укључују грозницу, слабост и главобољу, а обично почиње један до седам дана након излагања. Постоје три облика куге, од којих сваки утиче на различите дјелове тијела и изазива повезане симптоме. Плућна куга инфицира плућа, изазивајући кратак дах, кашаљ и бол у грудима; Бубонска куга утиче на лимфне чворове, због чега набрекне, а септикемична куга инфицира крв и може да узрокује да ткива поцрне и одумру.
Облици Бубонске и септикемичне куге се углавном шире уједом бува или се преносе преко контакта са зараженом животињом, док се плућна куга углавном шири између људи ваздушним путем преко заразних капљица. Дијагноза се обично поставља проналажењем бактерије у течности из лимфног чвора, крви или испљувака.
Особе са високим ризиком могу да се вакцинишу као вид превенције, док особе које имају ризик од плућне куге могу да се лијече превентивним лијековима. Ако је особа заражена, лијечење се спроводи антибиотицима и симптоматским лијечењем. Обично антибиотици укључују комбинацију гентамицина и флуорохинолона. Ризик од смрти уз лијечење је око 10%, док је без њега око 70%.
На глобалном нивоу, годишње се пријави око 600 случајева. Током 2017. међу земљама са највише случајева биле се Демократска Република Конго, Мадагаскар и Перу. У Сједињеним Америчким Државама, инфекције се повремено јављају у руралним областима, гдје се сматра да бактерије круже међу глодарима. Историјски се дешавала у великим епидемијама, а најпознатија је била Црна смрт у 14. вијеку, која је резултирала са више од 50 милиона смртних случајева у Европи.
Као природни извор, болест се еизоотски одржава у Африци, Азији, укључујући и територије Русије, Јужне Америке, и САД. У Србији је последња епидемија куге забиљежена прије више од 160 година. Пошто еколошки услови нису квалитативно измијењени, сматра се да је и даље је у Србији присутна потенцијална опасност од уноса и ширења куге.

## Узрок
Пренос паразита Yersinia pestis на неинфицирану особу је могућ на неколико начина: преко контакт капљица, односно кашљања или кијања на другу особу; директним физичким контактом, укључујући сексуални контакт; индиректним контактом, обично додиром контаминираног тла или површине; ваздушним путем, под условом да микроорганизам може дуго да остане у ваздуху; фекално-оралним преносом, који се обично дешава из контаминиране хране или извора воде; векторским преносом, који преносе инсекти или друге животиње.
Паразит циркулише у организмима животиња, посебно код глодара, у природним жариштима инфекције која се налази на свим континентима осим Аустралије. Природна жаришта се налазе у широком појасу у тропским и суптропским географским ширинама и топлијим дјеловима умјерених ширина широм свијета, између паралела 55° С и 40° Ј. Пацови нису директно започели ширење бубонске куге, већ је углавном настала као болест код бува, које су заразиле пацове, чиме су сами пацови постали прве жртве куге. Инфекција коју преносе глодари код човјека настаје када особу уједе бува која је заражена паразитом након уједа глодара који је и сам првобитно заражен угризом буве која је носилац болести. Бактерије се умножавају унутар буве, држећи се заједно и формирају чеп који блокира њен стомак и узрокује гладовање. Бува затим угризе домаћина и наставља да се храни, иако не може да утоли глад, због чега повраћа крв упрљану бактеријама назад у рану од угриза. Бактерија бубонске куге тада инфицира нову особу и бува на крају умире од глади. Избијања пандемије куге обично започињу избијањем других болести код глодара или порастом популације глодара.
Студија из 21. вијека о избијању епидемије куге 1665. године у селу Ејам у Енглеском округу Дербишир Дејлс, која се изоловала током избијања, чиме је олакшано модерно проучавање, открила је да је три четвртине случајева највјероватније узроковано преносом са човјека на човјека, посебно унутар породица, што је много већи обим него што се претходно сматрало.

## Знаци и симптоми
Постоји неколико различитих клиничких манифестација куге. Најчешћи облик је бубонска куга, затим септикемична и плућна куга. Друге клиничке манифестације укључују кугни менингитис, фарингитис куге и очну кугу. Општи симптоми су грозница, хладноћа, главобоља и мучнина. У случају бубонске куге, многе особе имају оток у лимфним чворовима. Код особа које имају плућну кугу симптоми могу да укључују кашаљ, бол у грудима и хемоптизију.

### Бубонска куга
Када бува угризе човјека и контаминира рану повратном крвљу, бактерије које изазивају кугу прелазе у ткиво. Бактерија  Yersinia pestis може да се размножава унутар ћелија, па и ако се фагоцитозују, и даље могу да преживе. Када дођу у тијело човјека, бактерије могу да уђу у лимфни систем, који одводи ванћелијску течност. Бактерије луче неколико токсина, од којих је познато да један изазива бета-адренергичку блокаду.
Бактерија се шири кроз лимфне судове зараженог човјека све док не дође до лимфног чвора, гдје изазива акутни лимфаденитис. Отечени лимфни чворови формирају карактеристичне бубоне повезане са болешћу, а аутопсије тих бубона су откриле да су углавном хеморагични или некротични.
Ако је лимфни чвор преоптерећен, инфекција може да прође у крвоток, изазивајући секундарну септикемијску кугу, а ако су бактерије прешле у плућа, може да изазове секундарну плућну кугу.

### Септикемична куга
Лимфати се одводе у крвоток, тако да бактерије куге могу да доспију у крв и да оду у скоро сваки дио тијела. Код септикемичне куге, бактеријски ендотоксини изазивају дисеминовану интраваскуларну коагулацију (ДИЦ), узрокујући ситне угрушке у цијелом тијелу и могућу исхемијску некрозу (смрт ткива усљед недостатка циркулације/перфузије тог ткива) из угрушака). ДИЦ доводи до исцрпљивања ресурса згрушавања у тијелу и не може више да контролише крварење, па долази до крварења у кожу и друге органе, што може да изазове црвени или црни пјегасти осип и хемоптизу/хематемезу (кашљање/повраћање крви). На кожи се јављају избочине које подсјећају на уједе инсеката; обично су црвене, а понекад и бијеле у средини. Ако се не лијечи, септикемична куга је обично смртоносна, а правовремено лијечење антибиотицима смањује стопу смртности за између 4 и 15%.

### Плућна куга
Плућни облик куге настаје усљед инфекције плућа. Она изазива кашаљ и на тај начин производи капљице у ваздуху које садрже бактеријске ћелије, које могу да заразе свакога ко их удише. Период инкубације за плућну кугу је кратак, обично два до четири дана, али понекад траје и само неколико сати. Почетни знаци се не разликују од неколико других респираторних болести; укључују главобољу, слабост и пљување или повраћање крви. Ток болести је брз; ако се не дијагностикује и лијечи на вријеме, обично у року од неколико сати, смрт може да услиједи за један до шест дана. Код случајева који се не лијече, смртност је скоро 100%.

## Дијагноза
Симптоми су обично неспецифични и за коначну дијагнозу куге потребно је лабораторијско тестирање. Бактерија може да се идентификује и микроскопом и култивисањем узорка и то се користи као референтни стандард за потврду да особа има случај куге. Узорак може да се добије из крви, слузи (испљувака) или аспирата извађеног из упаљених лимфних чворова (бубона). Ако се особи дају антибиотици прије узимања узорка или ако дође до кашњења у транспорту узорка особе у лабораторију или лоше ускладиштеног узорка, постоји могућност лажно негативних резултата.
Реакција ланчане полимеризације (PCR) такође може да се користи за дијагностику куге, откривањем присуства бактеријских гена као што су pla ген (активатор плазмогена) и ген caf1, (антиген Ф1 капсуле). PCR тестирање захтијева мали узорак и ефикасно је и за живе и за мртве бактерије, због чега ако особа добије антибиотике прије него што се узме узорак за лабораторијско тестирање, може да има лажно негативну културу и позитиван PCR резултат.
Тестови крви за откривање антитијела против бактерије такође могу да се користе за дијагнозу куге, али то захтијева узимање узорака крви у различитим периодима да би се откриле разлике између акутне и реконвалесцентне фазе титра Ф1 антитијела.
Године 2020. објављена је студија о брзим дијагностичким тестовима који откривају антиген Ф1 капсуле (F1RDT) узорковањем испљувака или бубо аспирата. Резултати су показали да брзи дијагностички F1RDT тест може да се користи за људе код којих постоји сумња на плућну и бубонску кугу, али не може да се користи код асимптоматских особа. F1RDT може да буде користан у обезбјеђивању брзог резултата за брзо лијечење и брз одговор јавног здравља, јер је студијом указано да је јако осјетљив и на плућну и на бубонску кугу. Када се користи брзи тест, потребно је потврдити и позитивне и негативне резултате да би се успоставила или одбацила дијагноза потврђеног случаја куге, а резултат теста треба да се тумачи у епидемиолошком контексту јер налази студије указују да иако је свих 40 од 40 људи који су имали кугу у популацији од 1000 људи тачно дијагностиковано, 317 људи је дијагностиковано лажно као позитивно.

## Мјере спрјечавања
Мјере спрјечавања и сузбијања обухватају дератизацију, дезинсекцију и дезинфекцију, хемиопрофилаксу антибиотицима и слично. Вакцине које су на располагању имају одређене недостатке па се глобално не користе, али се примјењују у случају погоршања епидемиолошке ситуације.

### Вакцинација
| 1347. Средина 1348. Рана 1349. Касна 1349. | 1350. 1351. После 1351. Мања појава |

Бактериолог Валдемар Хафкин је развио прву вакцину против куге 1897. Он је спровео велики програм вакцинације у Британској Индији и процјењује се да је 26 милиона доза Хафкинове вакцине против куге послато из Бомбаја између 1897. и 1925. године, што је смањило смртност од посљедица куге за 50–85%.
Куга код људи је постала ријетка у већини дјелова свијета у 21. вијеку, па се сматра да рутинска вакцинација није потребна осим за оне који су изложени посебно високом ризику. Вакцинација није потребна ни за људе који живе у областима где је пристуна ензоотска куга, која се јавља редовним, предвидивим стопама у популацијама и специфичним областима, као што су западне Сједињене Америчке Државе. Није ни назначено за већину путника у земље са познатим недавним пријављеним случајевима, посебно ако је њихово путовање ограничено на урбана подручја са модерним хотелима. Центри за контролу и превенцију болести Сједињених Америчких Држава препоручује вакцинацију само за сво лабораторијско и теренско особље које ради са организмима Yersinia pestis отпорним на антимикробне супстанце, за људе који су ангажовани у експериментима са аеросолом са бактеријом и за људе који су ангажовани у теренским операцијама у областима са ензоотском кугом гдје спрјечавање излагања није могуће. Систематска анализа организације -Cochrane}- није пронашла студије довољног квалитета да би се дала било каква изјава о ефикасности вакцине.

### Рана дијагноза
Рано откривање куге доводи до смањења преноса или ширења болести.

### Профилакса
Профилакса прије излагања за људе који први реагују у случајевима несреће и здравствене раднике који ће се бринути о пацијентима са плућном кугом не сматра се неопходном све док могу да се одржавају и примјењују стандардне и даље мјере предострожности. У случајевима недостатка хируршких маски, пренатрпаности пацијената, лоше вентилације на болничким одјељењима или других криза, сматра се да профилакса прије излагања може да буде оправдана ако су доступне довољне залихе антимикробних средстава.
Постекспозициону профилакса се углавном разматра за људе који су имали близак, стални контакт са пацијентом са плућном кугом и који нису носили адекватну личну заштитну опрему. Антимикробна профилакса након излагања такође може да се разматра за лабораторијске раднике који су случајно били изложени инфективним материјалима и људе који су имали близак или директан контакт са зараженим животињама, као што су ветеринарско особље, власници кућних љубимаца и ловци.
Специфичне препоруке о профилакси прије и послије излагања су доступне у клиничким смјерницама о лијечењу и профилакси куге објављеним 2021. године.

## Третмани
Ако се дијагностикује на вријеме, различити облици куге обично реагују на терапију антибиотицима. Антибиотици који се често користе су стрептомицин, хлорамфеникол и тетрациклин. Међу савременим антибиотицимљ коју се користе, сматра се да су се гентамицин и доксициклин показали ефикасним у монотерапијском лијечењу куге.
Бактерија куге може да развије отпорност на лијекове и поново постане велика пријетња по здравље. Један случај бактерије отпорне на лијекове пронађен је на Мадагаскару 1995. године, а даље случајеви на Мадагаскару пријављене су новембра 2014. и октобра 2017.

## Епидемиологија
Годишње се пријави око 600 случајева широм свијета. Године 2017. међу земљама са највише случајева биле се Демократска Република Конго, Мадагаскар и Перу. Историјски се дешавала у великим епидемијама, а најпознатија је била Црна смрт у 14. вијеку која је резултирала са више од 50 милиона мртвих. Током 21. вијека, случајеви су распоређени између малих сезонских епидемија које се јављају првенствено на Мадагаскару и спорадичних избијања или изолованих случајева у ендемским областима.
Године 2022. могуће поријекло свих савремених ланаца ДНК бактерије Yersinia pestis пронађено је у људским остацима у три гроба лоцирана у Киргистану, датираних 1338. и 1339. године. Познато је да је опсада Кафе на Криму 1346. године била прва епидемија куге, која се касније проширила по Европи. Секвенцирање ДНК у поређењу са другим древним и модерним ланцима осликава породично стабло бактерија. Бактерије које данас утичу на мрмоте у Киргистану, најближе су ланцу пронађеном у гробовима, што указује да је то такође мјесто где се куга преноси са животиња на људе.

## Биолошко оружје
Куга се кроз историју користила као биолошко оружје. Историјски извјештаји из древне Кине и средњовјековне Европе детаљно говоре о употреби заражених животињских лешева, као што су краве или коњи, као и људских лешева, од стране Сјонгнуа, Хуна, Монгола, Туркијаца и других група, за контаминацију непријатељских залиха воде. Записано је да је генерал династије Хан — Хуо Кубинг, умро од такве контаминације док је учествовао у рату против Сјонгнуа. Такође је записано да су жртве куге бачене катапултом у градове под опсадом.
Године 1347. ђеновљански посјед Кафа, великог трговачког центра на полуострву Крим, био је под опсадом војске монголских ратника Златне Хорде под командом Јани Бега. Након дуготрајне опсаде током које је монголска војска била заражена кугом, одлучили су да користе заражене лешеве као биолошко оружје. Лешеви су катапултирани преко градских зидина, заразивши становнике. Сматра се да је тај догађај можда довео до преноса Црне смрти преко њихових бродова на југ Европе, због чега се брзо ширила.
Током Другог свјетског рата, јапанска војска је користила куга као оружје, засновану на узгоју и ослобађању великог броја бува. Током јапанске окупације Манџурије, Јединица 731 намјерно је заразила кинеске, корејске и манџуријске цивиле и ратне заробљенике бактеријом куге, а те особе, назване „марута“ или „балвани“, су затим проучавани дисекцијом и вивисекцијом док су још увијек били свјесни. Даглас Макартур је ослободио припаднике јединице као што је Широ Иши из токијског трибунала, али је 12 њих процесуирано на суђењима за ратне злочине у Хабаровску 1949. године током којих су неки признали да су ширили бубонску кугу у кругу од 36 километара у граду Чангде.
Иши је иновирао бомбе које садрже живе мишеве и буве, са малим експлозивним оптерећењем, да испоруче наоружане микробе, превазилазећи проблем експлозива који убија заражену животињу и инсекте употребом керамичког, а не металног, кућишта за бојеву главу. Иако нису сачувани записи о стварној употреби керамичких шкољки, постоје прототипови и сматра се да су коришћени у експериментима током Другог свјетског рата.
Послије Другог свјетског рата, Сједињене Америчке Државе и Совјетски Савез су развили средства за употребу плућне куге као оружја. Експерименти су укључивали различите методе испоруке, сушење у вакууму, одређивање величине бактерије, развој сојева отпорних на антибиотике, комбиновање бактерије са другим болестима (као што је дифтерија) и генетски инжењеринг. Научници који су радили у програмима биолошког оружја у Совјетском Савезу изјавили су да су њихови напори били огромни и да су произведене велике залихе наоружаних бактерија куге. Информације о многим совјетским и америчким пројектима су углавном недоступне. Аеросолизована плућна куга је остала најзначајнија пријетња за употребу као биолошко оружје.
Куга може да се лијечи антибиотицима, а неке земље, као што су Сједињене Америчке Државе, имају велике залихе антибиотика у случају да дође до биолошког напада, због чега се сматра да то чини пријетњу мање озбиљном.